# 瓦西科沃机场
瓦西科沃机场（Аэропорт Васьково）是一个位于俄罗斯阿尔汉格尔斯克州的机场，具体方位位于阿尔汉格尔斯克西南3公里处。
瓦西科沃机场是一个通用航空机场，谷歌地球高分辨率地形图显示，此机场共有50个小型螺旋桨飞机和一些直升机停机坪。
瓦西科沃机场是第二阿尔汉格尔斯克联合航空的枢纽机场 。其用螺旋桨飞机来运营飞往索洛韦茨基群岛的商业航班，航班频率为每周3次。